# Хеймей-Мару
Хеймей-Мару — транспортне судно, яке під час Другої світової війни брало участь у операціях японських збройних сил на Тихому океані. 
Судно спорудили в 1919 році на верфі Osaka Iron Works для компанії Katsuda Kisen. В 1921-му новим власником стала Taiyo Kisen. 
Під час Другої світової війни судно реквізували для потреб Імперської армії Японії. 
Відомо, що в якийсь момент воно опинилось у Рабаулі (головна передова база у архіпелазі Бісмарка, з якої провадились японські операції на Соломонових островах та сході Нової Гвінеї), звідки 7 – 15 червня 1943-го в конвої O-704 прослідувало на Палау (важливий транспортний хаб на заході Каролінських островів).
Станом на кінець 1943-го «Хеймей-Мару» знаходилось у Сурабаї (головний порт на сході острова Ява), звідки 30 грудня вийшло до Купангу (порт на західному завершенні острова Тимор) в конвої «Т». 4 січня 1944-го в районі Купангу судно було атаковане та потоплене австралійськими літаками Beaufighter (за іншими даними, це був результат дій бомбардувальника B-25, який сам при цьому був збитий). Разом з «Хеймей-Мару» загинуло 2 члени екіпажу.